# Liste des planètes mineures non numérotées découvertes en octobre 2008
Pour un article plus général, voir Liste des planètes mineures non numérotées découvertes en 2008.
Pour un article plus général, voir Liste des planètes mineures.
Cet article dresse la liste des planètes mineures (astéroïdes, centaures, objets transneptuniens et assimilés) non numérotées découvertes en octobre 2008 dans l'ordre de leur découverte.
Au 15 janvier 2025, 661 077 des 1 434 993 planètes mineures répertoriées par le Centre des planètes mineures ne sont pas encore numérotées, soit 46,07 %.

## Rappel concernant la désignation provisoire
La désignation provisoire indique l'ordre de découverte de ces objets. En effet, cette désignation est composée de l'année de découverte (par exemple 2008) suivie de la quinzaine (demi-mois) de découverte (p.e. A = 1-15 janvier) puis de l'ordre de découverte dans cette quinzaine. Cet ordre est indiqué par une lettre et éventuellement un chiffre comme suit : A pour la première découverte, B pour la deuxième, ..., Z pour la 25e (le I n'est pas utilisé pour éviter la confusion avec 1), A1 pour la 26e, B1 pour la 27e, etc. , Z1 pour la 50e, A2 pour la 51e, B2 pour la 52e, etc. L'ordre de la numérotation ne suit donc pas l'ordre alphanumérique. 2008 AA1 suit ainsi 2008 AZ et précède 2008 AB1.

## Liste

### Du1erau 15 octobre 2008
- 2008 TA
- 2008 TB
- 2008 TC
- 2008 TD
- 2008 TE
- 2008 TF
- 2008 TG
- 2008 TH
- 2008 TJ
- 2008 TK
- 2008 TL
- 2008 TN
- 2008 TP
- 2008 TZ
- 2008 TB1
- 2008 TC1
- 2008 TD1
- 2008 TE1
- 2008 TF1
- 2008 TZ1
- 2008 TA2
- 2008 TB2
- 2008 TC2
- 2008 TD2
- 2008 TE2
- 2008 TF2
- 2008 TR2
- 2008 TA3
- 2008 TC3
- 2008 TJ3
- 2008 TX3
- 2008 TA4
- 2008 TB4
- 2008 TE4
- 2008 TJ4
- 2008 TX5
- 2008 TG6
- 2008 TK8
- 2008 TL8
- 2008 TO8
- 2008 TW8
- 2008 TF9
- 2008 TK9
- 2008 TN9
- 2008 TU9
- 2008 TX9
- 2008 TY9
- 2008 TC10
- 2008 TD10
- 2008 TM10
- 2008 TN10
- 2008 TO10
- 2008 TP10
- 2008 TQ10
- 2008 TR10
- 2008 TS10
- 2008 TU10
- 2008 TX10
- 2008 TZ10
- 2008 TG11
- 2008 TL11
- 2008 TM11
- 2008 TS11
- 2008 TT11
- 2008 TD12
- 2008 TH12
- 2008 TK12
- 2008 TQ12
- 2008 TW12
- 2008 TE13
- 2008 TL13
- 2008 TN13
- 2008 TO13
- 2008 TP13
- 2008 TR13
- 2008 TA14
- 2008 TD14
- 2008 TE14
- 2008 TK14
- 2008 TL14
- 2008 TM14
- 2008 TP14
- 2008 TU14
- 2008 TW14
- 2008 TY14
- 2008 TZ14
- 2008 TA15
- 2008 TB15
- 2008 TD15
- 2008 TF15
- 2008 TN15
- 2008 TO15
- 2008 TP15
- 2008 TR15
- 2008 TZ15
- 2008 TA16
- 2008 TB16
- 2008 TW16
- 2008 TT17
- 2008 TD18
- 2008 TR18
- 2008 TC19
- 2008 TM19
- 2008 TN19
- 2008 TS19
- 2008 TB20
- 2008 TJ20
- 2008 TP20
- 2008 TD21
- 2008 TR21
- 2008 TM22
- 2008 TE23
- 2008 TO23
- 2008 TY23
- 2008 TA24
- 2008 TB24
- 2008 TD24
- 2008 TM24
- 2008 TT24
- 2008 TV24
- 2008 TA25
- 2008 TH25
- 2008 TJ25
- 2008 TK25
- 2008 TL25
- 2008 TR25
- 2008 TV25
- 2008 TX25
- 2008 TG26
- 2008 TL26
- 2008 TM26
- 2008 TP26
- 2008 TQ26
- 2008 TS26
- 2008 TT26
- 2008 TW26
- 2008 TB27
- 2008 TD27
- 2008 TF27
- 2008 TK27
- 2008 TL27
- 2008 TN27
- 2008 TO27
- 2008 TP27
- 2008 TN28
- 2008 TQ28
- 2008 TA29
- 2008 TB29
- 2008 TJ29
- 2008 TP29
- 2008 TF30
- 2008 TP30
- 2008 TU30
- 2008 TW30
- 2008 TG31
- 2008 TJ31
- 2008 TK31
- 2008 TL31
- 2008 TR31
- 2008 TH32
- 2008 TJ32
- 2008 TN32
- 2008 TT32
- 2008 TK33
- 2008 TO33
- 2008 TT33
- 2008 TV33
- 2008 TA34
- 2008 TB34
- 2008 TQ34
- 2008 TV34
- 2008 TB35
- 2008 TM35
- 2008 TN35
- 2008 TE36
- 2008 TJ36
- 2008 TR36
- 2008 TU36
- 2008 TR37
- 2008 TT37
- 2008 TA38
- 2008 TC38
- 2008 TE38
- 2008 TF38
- 2008 TN38
- 2008 TW38
- 2008 TC39
- 2008 TK39
- 2008 TO39
- 2008 TZ39
- 2008 TH40
- 2008 TK40
- 2008 TM40
- 2008 TN40
- 2008 TU40
- 2008 TY40
- 2008 TD41
- 2008 TE41
- 2008 TF41
- 2008 TL41
- 2008 TV41
- 2008 TX41
- 2008 TZ41
- 2008 TG42
- 2008 TJ42
- 2008 TK42
- 2008 TN42
- 2008 TS42
- 2008 TT42
- 2008 TW42
- 2008 TX42
- 2008 TA43
- 2008 TJ43
- 2008 TN43
- 2008 TP43
- 2008 TU43
- 2008 TG44
- 2008 TL44
- 2008 TA45
- 2008 TD45
- 2008 TG45
- 2008 TP45
- 2008 TR45
- 2008 TS45
- 2008 TW45
- 2008 TG46
- 2008 TS46
- 2008 TO47
- 2008 TP47
- 2008 TB48
- 2008 TO49
- 2008 TR49
- 2008 TS49
- 2008 TA50
- 2008 TC50
- 2008 TH50
- 2008 TN50
- 2008 TU50
- 2008 TW50
- 2008 TX50
- 2008 TY50
- 2008 TG51
- 2008 TM51
- 2008 TO51
- 2008 TV51
- 2008 TW51
- 2008 TA52
- 2008 TB52
- 2008 TF52
- 2008 TN52
- 2008 TQ52
- 2008 TR52
- 2008 TU52
- 2008 TB53
- 2008 TD53
- 2008 TE53
- 2008 TF53
- 2008 TT53
- 2008 TD54
- 2008 TE54
- 2008 TG54
- 2008 TH54
- 2008 TP54
- 2008 TW54
- 2008 TJ55
- 2008 TO55
- 2008 TN56
- 2008 TU56
- 2008 TW56
- 2008 TF57
- 2008 TH57
- 2008 TK57
- 2008 TP57
- 2008 TQ57
- 2008 TE58
- 2008 TF58
- 2008 TR58
- 2008 TT58
- 2008 TW59
- 2008 TZ59
- 2008 TC60
- 2008 TD60
- 2008 TK60
- 2008 TO60
- 2008 TP60
- 2008 TQ60
- 2008 TS60
- 2008 TH61
- 2008 TK61
- 2008 TL61
- 2008 TR61
- 2008 TT61
- 2008 TV61
- 2008 TB62
- 2008 TD62
- 2008 TG63
- 2008 TR63
- 2008 TY63
- 2008 TA64
- 2008 TD64
- 2008 TL64
- 2008 TR64
- 2008 TS64
- 2008 TH66
- 2008 TW66
- 2008 TN67
- 2008 TP67
- 2008 TN68
- 2008 TR68
- 2008 TB69
- 2008 TN69
- 2008 TQ69
- 2008 TU69
- 2008 TD70
- 2008 TM70
- 2008 TN70
- 2008 TP70
- 2008 TV70
- 2008 TW70
- 2008 TY70
- 2008 TM71
- 2008 TO71
- 2008 TX71
- 2008 TZ71
- 2008 TH72
- 2008 TQ72
- 2008 TK73
- 2008 TQ74
- 2008 TS74
- 2008 TV74
- 2008 TG75
- 2008 TO75
- 2008 TU75
- 2008 TY75
- 2008 TA76
- 2008 TF76
- 2008 TR76
- 2008 TF77
- 2008 TP77
- 2008 TH78
- 2008 TK78
- 2008 TQ78
- 2008 TB79
- 2008 TC79
- 2008 TD79
- 2008 TX79
- 2008 TZ79
- 2008 TG80
- 2008 TO80
- 2008 TY80
- 2008 TJ81
- 2008 TR81
- 2008 TU81
- 2008 TY81
- 2008 TZ81
- 2008 TA82
- 2008 TB82
- 2008 TX82
- 2008 TP83
- 2008 TU83
- 2008 TV83
- 2008 TX83
- 2008 TH84
- 2008 TX84
- 2008 TC85
- 2008 TE85
- 2008 TF85
- 2008 TO85
- 2008 TP85
- 2008 TR85
- 2008 TS85
- 2008 TM86
- 2008 TP86
- 2008 TR87
- 2008 TO88
- 2008 TR88
- 2008 TU88
- 2008 TV88
- 2008 TW88
- 2008 TB89
- 2008 TE89
- 2008 TF89
- 2008 TM89
- 2008 TH90
- 2008 TL90
- 2008 TO90
- 2008 TR90
- 2008 TU90
- 2008 TJ91
- 2008 TP92
- 2008 TR92
- 2008 TV92
- 2008 TN93
- 2008 TW93
- 2008 TU94
- 2008 TM95
- 2008 TR95
- 2008 TS95
- 2008 TT95
- 2008 TB96
- 2008 TE96
- 2008 TP96
- 2008 TU96
- 2008 TX96
- 2008 TB97
- 2008 TG97
- 2008 TN97
- 2008 TW97
- 2008 TA98
- 2008 TB98
- 2008 TD98
- 2008 TM98
- 2008 TP98
- 2008 TV98
- 2008 TD99
- 2008 TF99
- 2008 TG99
- 2008 TK99
- 2008 TQ99
- 2008 TW99
- 2008 TY99
- 2008 TA100
- 2008 TJ100
- 2008 TK100
- 2008 TL100
- 2008 TM100
- 2008 TP100
- 2008 TY100
- 2008 TF101
- 2008 TK101
- 2008 TN101
- 2008 TR101
- 2008 TV101
- 2008 TZ101
- 2008 TA102
- 2008 TB102
- 2008 TD102
- 2008 TF102
- 2008 TG102
- 2008 TL102
- 2008 TG103
- 2008 TL103
- 2008 TQ103
- 2008 TW103
- 2008 TA104
- 2008 TE104
- 2008 TK104
- 2008 TR104
- 2008 TZ104
- 2008 TB105
- 2008 TC105
- 2008 TJ105
- 2008 TT105
- 2008 TV105
- 2008 TY105
- 2008 TH106
- 2008 TP106
- 2008 TQ106
- 2008 TT106
- 2008 TO107
- 2008 TP107
- 2008 TS107
- 2008 TW107
- 2008 TB108
- 2008 TC108
- 2008 TJ108
- 2008 TN108
- 2008 TR108
- 2008 TC109
- 2008 TK109
- 2008 TN109
- 2008 TO109
- 2008 TQ109
- 2008 TS109
- 2008 TU109
- 2008 TV109
- 2008 TP110
- 2008 TM111
- 2008 TV111
- 2008 TL112
- 2008 TD113
- 2008 TZ113
- 2008 TC114
- 2008 TD114
- 2008 TH114
- 2008 TP114
- 2008 TT114
- 2008 TX114
- 2008 TW116
- 2008 TZ116
- 2008 TC117
- 2008 TJ117
- 2008 TU117
- 2008 TH118
- 2008 TK118
- 2008 TL118
- 2008 TP118
- 2008 TT118
- 2008 TC119
- 2008 TE119
- 2008 TG119
- 2008 TO119
- 2008 TP119
- 2008 TQ119
- 2008 TC120
- 2008 TD120
- 2008 TM121
- 2008 TQ121
- 2008 TR121
- 2008 TO122
- 2008 TZ122
- 2008 TA123
- 2008 TG123
- 2008 TK123
- 2008 TQ123
- 2008 TU123
- 2008 TV123
- 2008 TW123
- 2008 TY123
- 2008 TQ124
- 2008 TZ124
- 2008 TD125
- 2008 TH125
- 2008 TN125
- 2008 TT125
- 2008 TW125
- 2008 TR126
- 2008 TW126
- 2008 TZ126
- 2008 TA127
- 2008 TD127
- 2008 TW127
- 2008 TH128
- 2008 TQ128
- 2008 TE129
- 2008 TF129
- 2008 TH129
- 2008 TL129
- 2008 TS129
- 2008 TW129
- 2008 TB130
- 2008 TC130
- 2008 TP130
- 2008 TL131
- 2008 TM131
- 2008 TP131
- 2008 TR131
- 2008 TT131
- 2008 TZ131
- 2008 TK132
- 2008 TP132
- 2008 TQ132
- 2008 TW132
- 2008 TZ132
- 2008 TA133
- 2008 TE133
- 2008 TL133
- 2008 TP133
- 2008 TS133
- 2008 TU133
- 2008 TV133
- 2008 TX133
- 2008 TZ133
- 2008 TC134
- 2008 TH134
- 2008 TJ134
- 2008 TN134
- 2008 TO134
- 2008 TQ134
- 2008 TR134
- 2008 TU134
- 2008 TB135
- 2008 TF135
- 2008 TJ135
- 2008 TS135
- 2008 TC136
- 2008 TQ136
- 2008 TA137
- 2008 TB137
- 2008 TP137
- 2008 TR137
- 2008 TS137
- 2008 TX137
- 2008 TY137
- 2008 TC138
- 2008 TE138
- 2008 TH138
- 2008 TL138
- 2008 TX138
- 2008 TY138
- 2008 TC139
- 2008 TG139
- 2008 TK139
- 2008 TL139
- 2008 TC140
- 2008 TD140
- 2008 TG140
- 2008 TM140
- 2008 TO140
- 2008 TR140
- 2008 TX140
- 2008 TB141
- 2008 TC141
- 2008 TD141
- 2008 TF141
- 2008 TJ141
- 2008 TM141
- 2008 TW141
- 2008 TC142
- 2008 TF142
- 2008 TK142
- 2008 TP142
- 2008 TS142
- 2008 TW142
- 2008 TD143
- 2008 TH143
- 2008 TJ143
- 2008 TM143
- 2008 TO143
- 2008 TX143
- 2008 TC144
- 2008 TD144
- 2008 TE144
- 2008 TF144
- 2008 TJ144
- 2008 TN144
- 2008 TS144
- 2008 TW144
- 2008 TG145
- 2008 TH145
- 2008 TM145
- 2008 TN145
- 2008 TU145
- 2008 TV145
- 2008 TD146
- 2008 TH146
- 2008 TP146
- 2008 TR146
- 2008 TB147
- 2008 TC147
- 2008 TE147
- 2008 TH147
- 2008 TM147
- 2008 TN147
- 2008 TQ147
- 2008 TR147
- 2008 TA148
- 2008 TM148
- 2008 TW148
- 2008 TY148
- 2008 TA149
- 2008 TE149
- 2008 TL149
- 2008 TP149
- 2008 TV149
- 2008 TX149
- 2008 TC150
- 2008 TE150
- 2008 TS150
- 2008 TZ150
- 2008 TM151
- 2008 TP151
- 2008 TT151
- 2008 TY151
- 2008 TE152
- 2008 TM152
- 2008 TU152
- 2008 TA153
- 2008 TE153
- 2008 TG153
- 2008 TH153
- 2008 TK153
- 2008 TL153
- 2008 TR153
- 2008 TS153
- 2008 TY153
- 2008 TA154
- 2008 TG154
- 2008 TP154
- 2008 TV154
- 2008 TX154
- 2008 TF155
- 2008 TL155
- 2008 TN155
- 2008 TQ155
- 2008 TZ155
- 2008 TA156
- 2008 TB156
- 2008 TM156
- 2008 TO156
- 2008 TE157
- 2008 TH157
- 2008 TJ157
- 2008 TK157
- 2008 TP157
- 2008 TQ158
- 2008 TD159
- 2008 TN160
- 2008 TV160
- 2008 TE161
- 2008 TG161
- 2008 TK161
- 2008 TL161
- 2008 TM161
- 2008 TP161
- 2008 TS161
- 2008 TX161
- 2008 TZ161
- 2008 TU162
- 2008 TW162
- 2008 TY162
- 2008 TK163
- 2008 TL163
- 2008 TZ163
- 2008 TH164
- 2008 TX164
- 2008 TK165
- 2008 TV165
- 2008 TB166
- 2008 TS166
- 2008 TW166
- 2008 TA167
- 2008 TL167
- 2008 TM167
- 2008 TU167
- 2008 TG168
- 2008 TV168
- 2008 TB169
- 2008 TJ169
- 2008 TP169
- 2008 TR169
- 2008 TU169
- 2008 TY169
- 2008 TC170
- 2008 TN170
- 2008 TO170
- 2008 TT170
- 2008 TG171
- 2008 TT171
- 2008 TU171
- 2008 TD173
- 2008 TE173
- 2008 TK173
- 2008 TS173
- 2008 TB174
- 2008 TO174
- 2008 TU174
- 2008 TD175
- 2008 TE175
- 2008 TT175
- 2008 TC176
- 2008 TG176
- 2008 TK176
- 2008 TV178
- 2008 TO179
- 2008 TR179
- 2008 TN180
- 2008 TX180
- 2008 TG181
- 2008 TS181
- 2008 TV181
- 2008 TY181
- 2008 TZ181
- 2008 TD182
- 2008 TH182
- 2008 TK182
- 2008 TP182
- 2008 TR182
- 2008 TS182
- 2008 TT182
- 2008 TU182
- 2008 TW182
- 2008 TX182
- 2008 TD183
- 2008 TM183
- 2008 TO183
- 2008 TT183
- 2008 TJ184
- 2008 TK184
- 2008 TL184
- 2008 TM184
- 2008 TN184
- 2008 TQ184
- 2008 TR184
- 2008 TS184
- 2008 TT184
- 2008 TV184
- 2008 TW184
- 2008 TU185
- 2008 TV185
- 2008 TB186
- 2008 TG186
- 2008 TQ186
- 2008 TR186
- 2008 TW186
- 2008 TX186
- 2008 TZ186
- 2008 TD187
- 2008 TE187
- 2008 TF187
- 2008 TG187
- 2008 TH187
- 2008 TJ187
- 2008 TK187
- 2008 TL187
- 2008 TP187
- 2008 TQ187
- 2008 TT187
- 2008 TV187
- 2008 TC188
- 2008 TJ188
- 2008 TK188
- 2008 TY188
- 2008 TD189
- 2008 TV189
- 2008 TW189
- 2008 TA191
- 2008 TS191
- 2008 TT191
- 2008 TZ191
- 2008 TQ192
- 2008 TU192
- 2008 TX192
- 2008 TD193
- 2008 TN193
- 2008 TL194
- 2008 TW194
- 2008 TY194
- 2008 TE195
- 2008 TQ195
- 2008 TJ196
- 2008 TN196
- 2008 TU196
- 2008 TV196
- 2008 TA197
- 2008 TD197
- 2008 TO197
- 2008 TP197
- 2008 TQ197
- 2008 TT197
- 2008 TU197
- 2008 TV197
- 2008 TW197
- 2008 TZ197
- 2008 TF198
- 2008 TH198
- 2008 TT198
- 2008 TU198
- 2008 TB199
- 2008 TC199
- 2008 TE199
- 2008 TF199
- 2008 TG199
- 2008 TT199
- 2008 TV199
- 2008 TW199
- 2008 TY199
- 2008 TZ199
- 2008 TC200
- 2008 TD200
- 2008 TE200
- 2008 TF200
- 2008 TH200
- 2008 TL200
- 2008 TN200
- 2008 TT200
- 2008 TU200
- 2008 TZ200
- 2008 TA201
- 2008 TB201
- 2008 TG201
- 2008 TH201
- 2008 TJ201
- 2008 TM201
- 2008 TP201
- 2008 TQ201
- 2008 TS201
- 2008 TT201
- 2008 TU201
- 2008 TW201
- 2008 TY201
- 2008 TZ201
- 2008 TB202
- 2008 TC202
- 2008 TD202
- 2008 TF202
- 2008 TG202
- 2008 TH202
- 2008 TK202
- 2008 TL202
- 2008 TN202
- 2008 TO202
- 2008 TP202
- 2008 TQ202
- 2008 TR202
- 2008 TT202
- 2008 TU202
- 2008 TV202
- 2008 TW202
- 2008 TX202
- 2008 TY202
- 2008 TZ202
- 2008 TB203
- 2008 TC203
- 2008 TE203
- 2008 TF203
- 2008 TG203
- 2008 TJ203
- 2008 TK203
- 2008 TL203
- 2008 TM203
- 2008 TO203
- 2008 TP203
- 2008 TQ203
- 2008 TR203
- 2008 TS203
- 2008 TT203
- 2008 TU203
- 2008 TV203
- 2008 TF204
- 2008 TH204
- 2008 TO204
- 2008 TP204
- 2008 TR204
- 2008 TS204
- 2008 TU204
- 2008 TZ204
- 2008 TB205
- 2008 TC205
- 2008 TD205
- 2008 TH205
- 2008 TT205
- 2008 TU205
- 2008 TY205
- 2008 TZ205
- 2008 TA206
- 2008 TD206
- 2008 TK206
- 2008 TO206
- 2008 TP206
- 2008 TR206
- 2008 TX206
- 2008 TY206
- 2008 TZ206
- 2008 TA207
- 2008 TD207
- 2008 TE207
- 2008 TF207
- 2008 TG207
- 2008 TH207
- 2008 TK207
- 2008 TL207
- 2008 TN207
- 2008 TO207
- 2008 TQ207
- 2008 TW207
- 2008 TX207
- 2008 TY207
- 2008 TA208
- 2008 TB208
- 2008 TC208
- 2008 TE208
- 2008 TF208
- 2008 TH208
- 2008 TL208
- 2008 TM208
- 2008 TO208
- 2008 TQ208
- 2008 TT208
- 2008 TU208
- 2008 TW208
- 2008 TX208
- 2008 TA209
- 2008 TB209
- 2008 TC209
- 2008 TD209
- 2008 TE209
- 2008 TF209
- 2008 TG209
- 2008 TH209
- 2008 TJ209
- 2008 TL209
- 2008 TN209
- 2008 TO209
- 2008 TP209
- 2008 TR209
- 2008 TT209
- 2008 TU209
- 2008 TV209
- 2008 TW209
- 2008 TX209
- 2008 TZ209
- 2008 TA210
- 2008 TB210
- 2008 TC210
- 2008 TD210
- 2008 TF210
- 2008 TG210
- 2008 TH210
- 2008 TJ210
- 2008 TK210
- 2008 TL210
- 2008 TM210
- 2008 TO210
- 2008 TQ210
- 2008 TR210
- 2008 TS210
- 2008 TT210
- 2008 TU210
- 2008 TV210
- 2008 TW210
- 2008 TX210
- 2008 TY210
- 2008 TZ210
- 2008 TA211
- 2008 TB211
- 2008 TC211
- 2008 TD211
- 2008 TE211
- 2008 TH211
- 2008 TM211
- 2008 TR211
- 2008 TT211
- 2008 TV211
- 2008 TX211
- 2008 TB212
- 2008 TD212
- 2008 TE212
- 2008 TF212
- 2008 TH212
- 2008 TJ212
- 2008 TP212
- 2008 TQ212
- 2008 TR212
- 2008 TS212
- 2008 TT212
- 2008 TU212
- 2008 TV212
- 2008 TW212
- 2008 TX212
- 2008 TY212
- 2008 TA213
- 2008 TM213
- 2008 TN213
- 2008 TP213
- 2008 TQ213
- 2008 TS213
- 2008 TT213
- 2008 TV213
- 2008 TW213
- 2008 TY213
- 2008 TZ213
- 2008 TA214
- 2008 TB214
- 2008 TC214
- 2008 TD214
- 2008 TE214
- 2008 TF214
- 2008 TG214
- 2008 TH214
- 2008 TU214
- 2008 TW214
- 2008 TX214
- 2008 TY214
- 2008 TZ214
- 2008 TD215
- 2008 TF215
- 2008 TL215
- 2008 TM215
- 2008 TN215
- 2008 TO215
- 2008 TR215
- 2008 TS215
- 2008 TT215
- 2008 TU215
- 2008 TV215
- 2008 TX215
- 2008 TY215
- 2008 TZ215
- 2008 TA216
- 2008 TB216
- 2008 TC216
- 2008 TD216
- 2008 TF216
- 2008 TG216
- 2008 TH216
- 2008 TJ216
- 2008 TK216
- 2008 TL216
- 2008 TM216
- 2008 TN216
- 2008 TO216
- 2008 TX216
- 2008 TC217
- 2008 TD217
- 2008 TE217
- 2008 TF217
- 2008 TG217
- 2008 TH217
- 2008 TJ217
- 2008 TK217
- 2008 TL217
- 2008 TM217
- 2008 TN217
- 2008 TP217
- 2008 TR217
- 2008 TT217
- 2008 TC218
- 2008 TM218
- 2008 TP218
- 2008 TQ218
- 2008 TT218
- 2008 TV218
- 2008 TW218
- 2008 TX218
- 2008 TZ218
- 2008 TA219
- 2008 TB219
- 2008 TK219
- 2008 TR219
- 2008 TS219
- 2008 TT219
- 2008 TX219
- 2008 TY219
- 2008 TZ219
- 2008 TA220
- 2008 TC220
- 2008 TG220
- 2008 TJ220
- 2008 TL220
- 2008 TM220
- 2008 TO220
- 2008 TP220
- 2008 TX220
- 2008 TY220
- 2008 TZ220
- 2008 TC221
- 2008 TE221
- 2008 TF221
- 2008 TH221
- 2008 TJ221
- 2008 TK221
- 2008 TL221
- 2008 TO221
- 2008 TS221
- 2008 TU221
- 2008 TV221
- 2008 TW221
- 2008 TX221
- 2008 TY221
- 2008 TZ221
- 2008 TA222
- 2008 TB222
- 2008 TD222
- 2008 TE222
- 2008 TL222
- 2008 TO222
- 2008 TP222
- 2008 TR222
- 2008 TZ222
- 2008 TA223
- 2008 TC223
- 2008 TF223
- 2008 TH223
- 2008 TJ223
- 2008 TK223
- 2008 TL223
- 2008 TM223
- 2008 TN223
- 2008 TO223
- 2008 TQ223
- 2008 TR223
- 2008 TS223
- 2008 TV223
- 2008 TX223
- 2008 TY223
- 2008 TA224
- 2008 TB224
- 2008 TC224
- 2008 TD224
- 2008 TE224
- 2008 TO224
- 2008 TA225
- 2008 TB225
- 2008 TD225
- 2008 TE225
- 2008 TG225
- 2008 TH225
- 2008 TK225
- 2008 TL225
- 2008 TM225
- 2008 TO225
- 2008 TQ225
- 2008 TS225
- 2008 TV225
- 2008 TW225
- 2008 TX225
- 2008 TY225
- 2008 TB226
- 2008 TC226
- 2008 TE226
- 2008 TF226
- 2008 TL226
- 2008 TP226
- 2008 TQ226
- 2008 TS226
- 2008 TW226
- 2008 TY226
- 2008 TA227
- 2008 TG227
- 2008 TJ227
- 2008 TK227
- 2008 TL227
- 2008 TP227
- 2008 TT227
- 2008 TU227
- 2008 TV227
- 2008 TW227
- 2008 TY227
- 2008 TZ227
- 2008 TD228
- 2008 TE228
- 2008 TH228
- 2008 TK228
- 2008 TL228
- 2008 TM228
- 2008 TO228
- 2008 TR228
- 2008 TS228
- 2008 TT228
- 2008 TV228
- 2008 TW228
- 2008 TX228
- 2008 TY228
- 2008 TA229
- 2008 TB229
- 2008 TD229
- 2008 TE229
- 2008 TG229
- 2008 TH229
- 2008 TJ229
- 2008 TL229
- 2008 TM229
- 2008 TN229
- 2008 TB230
- 2008 TD230
- 2008 TE230
- 2008 TF230
- 2008 TH230
- 2008 TJ230
- 2008 TM230
- 2008 TN230
- 2008 TP230
- 2008 TQ230
- 2008 TR230
- 2008 TS230
- 2008 TT230
- 2008 TU230
- 2008 TW230
- 2008 TZ230
- 2008 TA231
- 2008 TD231
- 2008 TE231
- 2008 TF231
- 2008 TG231
- 2008 TH231
- 2008 TK231
- 2008 TL231
- 2008 TM231
- 2008 TO231
- 2008 TP231
- 2008 TQ231
- 2008 TR231
- 2008 TS231
- 2008 TT231
- 2008 TU231
- 2008 TV231
- 2008 TX231
- 2008 TY231
- 2008 TZ231
- 2008 TA232
- 2008 TB232
- 2008 TC232
- 2008 TE232
- 2008 TG232
- 2008 TH232
- 2008 TJ232
- 2008 TK232
- 2008 TL232
- 2008 TM232
- 2008 TN232
- 2008 TO232
- 2008 TP232
- 2008 TQ232
- 2008 TR232
- 2008 TS232
- 2008 TT232
- 2008 TV232
- 2008 TW232
- 2008 TX232
- 2008 TZ232
- 2008 TA233
- 2008 TB233
- 2008 TD233
- 2008 TE233
- 2008 TF233
- 2008 TG233
- 2008 TH233
- 2008 TJ233
- 2008 TK233
- 2008 TL233
- 2008 TM233
- 2008 TQ233
- 2008 TS233
- 2008 TT233
- 2008 TU233
- 2008 TV233
- 2008 TW233
- 2008 TX233
- 2008 TY233
- 2008 TZ233
- 2008 TD234
- 2008 TE234
- 2008 TF234
- 2008 TG234
- 2008 TJ234
- 2008 TK234
- 2008 TN234
- 2008 TO234
- 2008 TP234
- 2008 TQ234
- 2008 TS234
- 2008 TT234
- 2008 TV234
- 2008 TW234
- 2008 TX234
- 2008 TY234
- 2008 TZ234
- 2008 TA235
- 2008 TB235
- 2008 TC235
- 2008 TD235
- 2008 TE235
- 2008 TF235
- 2008 TG235
- 2008 TH235
- 2008 TL235
- 2008 TM235
- 2008 TN235
- 2008 TO235
- 2008 TP235
- 2008 TQ235
- 2008 TR235
- 2008 TS235
- 2008 TT235
- 2008 TU235
- 2008 TV235
- 2008 TX235
- 2008 TY235
- 2008 TB236
- 2008 TC236
- 2008 TD236
- 2008 TE236
- 2008 TF236
- 2008 TG236
- 2008 TH236
- 2008 TJ236
- 2008 TL236
- 2008 TN236
- 2008 TP236
- 2008 TQ236
- 2008 TR236
- 2008 TS236
- 2008 TT236
- 2008 TU236
- 2008 TV236
- 2008 TW236
- 2008 TX236
- 2008 TY236
- 2008 TZ236
- 2008 TE237
- 2008 TF237
- 2008 TG237
- 2008 TM237
- 2008 TO237
- 2008 TP237
- 2008 TQ237
- 2008 TR237
- 2008 TS237
- 2008 TT237
- 2008 TX237
- 2008 TC238
- 2008 TD238
- 2008 TE238
- 2008 TF238
- 2008 TG238
- 2008 TJ238
- 2008 TL238
- 2008 TN238
- 2008 TO238
- 2008 TP238
- 2008 TR238
- 2008 TS238
- 2008 TT238
- 2008 TU238
- 2008 TV238
- 2008 TY238
- 2008 TZ238
- 2008 TA239
- 2008 TB239
- 2008 TC239
- 2008 TD239
- 2008 TE239
- 2008 TF239
- 2008 TG239
- 2008 TH239
- 2008 TJ239
- 2008 TL239
- 2008 TM239
- 2008 TN239
- 2008 TP239
- 2008 TQ239
- 2008 TR239
- 2008 TS239
- 2008 TT239
- 2008 TV239
- 2008 TX239
- 2008 TY239
- 2008 TA240
- 2008 TB240
- 2008 TC240
- 2008 TD240
- 2008 TE240
- 2008 TJ240
- 2008 TK240
- 2008 TL240
- 2008 TM240
- 2008 TO240
- 2008 TP240
- 2008 TQ240
- 2008 TR240
- 2008 TS240
- 2008 TT240
- 2008 TU240
- 2008 TW240
- 2008 TX240
- 2008 TY240
- 2008 TZ240
- 2008 TA241
- 2008 TB241
- 2008 TC241
- 2008 TD241
- 2008 TE241
- 2008 TF241
- 2008 TG241
- 2008 TH241
- 2008 TJ241
- 2008 TK241
- 2008 TL241
- 2008 TM241
- 2008 TP241
- 2008 TQ241
- 2008 TR241
- 2008 TS241
- 2008 TT241
- 2008 TU241
- 2008 TV241
- 2008 TX241
- 2008 TY241
- 2008 TZ241
- 2008 TA242
- 2008 TB242
- 2008 TC242
- 2008 TD242
- 2008 TF242
- 2008 TG242
- 2008 TH242
- 2008 TJ242
- 2008 TK242
- 2008 TL242
- 2008 TM242
- 2008 TN242
- 2008 TO242
- 2008 TP242
- 2008 TQ242
- 2008 TR242
- 2008 TT242
- 2008 TU242
- 2008 TV242

### Du 16 au 31 octobre 2008
- 2008 UB
- 2008 UD
- 2008 UF
- 2008 UH
- 2008 UQ
- 2008 UR
- 2008 US
- 2008 UU
- 2008 UV
- 2008 UX
- 2008 UB1
- 2008 UC1
- 2008 UE1
- 2008 UF1
- 2008 UM1
- 2008 UT1
- 2008 UU1
- 2008 UL2
- 2008 UQ2
- 2008 UR2
- 2008 US2
- 2008 UT2
- 2008 UU2
- 2008 UZ2
- 2008 UH3
- 2008 UK3
- 2008 UL3
- 2008 UM3
- 2008 UN3
- 2008 UW3
- 2008 UN4
- 2008 UP4
- 2008 US4
- 2008 UM5
- 2008 US5
- 2008 UT5
- 2008 UU5
- 2008 UV5
- 2008 UZ5
- 2008 UB6
- 2008 UM6
- 2008 UA7
- 2008 UB7
- 2008 UC7
- 2008 UE7
- 2008 UF7
- 2008 UG7
- 2008 UX7
- 2008 UC8
- 2008 UT8
- 2008 UL9
- 2008 UM9
- 2008 UN10
- 2008 UQ10
- 2008 UY10
- 2008 UF11
- 2008 UT11
- 2008 UN12
- 2008 UZ12
- 2008 UA13
- 2008 UP13
- 2008 UV13
- 2008 UL14
- 2008 UM14
- 2008 UN14
- 2008 UP14
- 2008 UQ14
- 2008 UT14
- 2008 UW14
- 2008 UX14
- 2008 UB15
- 2008 UD15
- 2008 UJ15
- 2008 UT15
- 2008 UV15
- 2008 UC16
- 2008 UF16
- 2008 UO16
- 2008 UX16
- 2008 UZ16
- 2008 UA17
- 2008 UD17
- 2008 UE17
- 2008 UF17
- 2008 UM17
- 2008 UU17
- 2008 UW17
- 2008 UX17
- 2008 UA18
- 2008 UC18
- 2008 UF18
- 2008 UJ18
- 2008 UL18
- 2008 UM18
- 2008 UN18
- 2008 UP18
- 2008 UQ18
- 2008 UU18
- 2008 UV18
- 2008 UZ18
- 2008 UE19
- 2008 UF19
- 2008 UG19
- 2008 UJ19
- 2008 UK19
- 2008 UM19
- 2008 UN19
- 2008 UO19
- 2008 UQ19
- 2008 US19
- 2008 UT19
- 2008 UC20
- 2008 UD20
- 2008 UE20
- 2008 UF20
- 2008 UJ20
- 2008 UM20
- 2008 UN20
- 2008 UP20
- 2008 UV20
- 2008 UW20
- 2008 UY20
- 2008 UA21
- 2008 UB21
- 2008 UE21
- 2008 UG21
- 2008 UH21
- 2008 UM21
- 2008 UP21
- 2008 UY21
- 2008 UZ21
- 2008 UB22
- 2008 UD22
- 2008 UE22
- 2008 UM22
- 2008 UN22
- 2008 UP22
- 2008 UQ22
- 2008 US22
- 2008 UT22
- 2008 UY22
- 2008 UZ22
- 2008 UA23
- 2008 UL23
- 2008 UU23
- 2008 UX23
- 2008 UA24
- 2008 UJ24
- 2008 UN24
- 2008 UF25
- 2008 UH25
- 2008 UL25
- 2008 UN25
- 2008 UO25
- 2008 UT25
- 2008 UU25
- 2008 UX25
- 2008 UY25
- 2008 UZ25
- 2008 UD26
- 2008 UJ26
- 2008 UM26
- 2008 UR26
- 2008 UT26
- 2008 UU26
- 2008 UX26
- 2008 UK27
- 2008 UM27
- 2008 UQ27
- 2008 UY27
- 2008 UF28
- 2008 UT28
- 2008 UG29
- 2008 UN30
- 2008 UQ30
- 2008 UR30
- 2008 UV30
- 2008 UA31
- 2008 UC31
- 2008 UJ31
- 2008 UP31
- 2008 UR31
- 2008 US31
- 2008 UV31
- 2008 UO32
- 2008 UA33
- 2008 UB33
- 2008 UG33
- 2008 UL33
- 2008 UM33
- 2008 UW33
- 2008 UD34
- 2008 UE34
- 2008 UY34
- 2008 UZ34
- 2008 UA35
- 2008 UJ35
- 2008 UM35
- 2008 UN35
- 2008 UO35
- 2008 UR35
- 2008 US35
- 2008 UT35
- 2008 UX35
- 2008 UA36
- 2008 UD36
- 2008 UF36
- 2008 UK36
- 2008 UQ36
- 2008 UC38
- 2008 UE38
- 2008 UP38
- 2008 UE39
- 2008 UK39
- 2008 UN39
- 2008 UQ39
- 2008 UT39
- 2008 UV39
- 2008 UW39
- 2008 UZ39
- 2008 UC40
- 2008 UV40
- 2008 UY40
- 2008 UN42
- 2008 UW42
- 2008 UX42
- 2008 UE43
- 2008 UF43
- 2008 UH43
- 2008 UJ43
- 2008 UK43
- 2008 UN43
- 2008 UQ43
- 2008 UR43
- 2008 UU43
- 2008 UZ43
- 2008 UA44
- 2008 UD44
- 2008 UG44
- 2008 UP44
- 2008 UW44
- 2008 UZ44
- 2008 UG45
- 2008 UN45
- 2008 UO45
- 2008 US45
- 2008 UV45
- 2008 UD46
- 2008 UF46
- 2008 UZ47
- 2008 UK48
- 2008 UN48
- 2008 UZ48
- 2008 UG49
- 2008 UN49
- 2008 UQ49
- 2008 US49
- 2008 UW49
- 2008 UC50
- 2008 UN50
- 2008 UO50
- 2008 UZ50
- 2008 UN53
- 2008 UW53
- 2008 UC54
- 2008 UK55
- 2008 UP55
- 2008 UT55
- 2008 UV55
- 2008 UY56
- 2008 UZ56
- 2008 UH57
- 2008 UJ57
- 2008 UK57
- 2008 US57
- 2008 UW57
- 2008 UX57
- 2008 UY57
- 2008 UA58
- 2008 UD58
- 2008 UH58
- 2008 UR58
- 2008 UV58
- 2008 UC60
- 2008 UH60
- 2008 UX60
- 2008 UB61
- 2008 UM61
- 2008 UN61
- 2008 US61
- 2008 UK62
- 2008 UV62
- 2008 UH63
- 2008 UX63
- 2008 UA64
- 2008 UD64
- 2008 UE64
- 2008 UK64
- 2008 UR66
- 2008 US66
- 2008 UV66
- 2008 UY67
- 2008 UB68
- 2008 UC68
- 2008 UE68
- 2008 UF68
- 2008 UG68
- 2008 UL68
- 2008 UP68
- 2008 UR68
- 2008 UF69
- 2008 UG69
- 2008 UP69
- 2008 UR69
- 2008 UY69
- 2008 UA70
- 2008 UC70
- 2008 UG70
- 2008 UP70
- 2008 UR70
- 2008 UW70
- 2008 UP72
- 2008 UW72
- 2008 UA73
- 2008 UG73
- 2008 UN73
- 2008 UQ73
- 2008 UG74
- 2008 UK74
- 2008 UD75
- 2008 UF76
- 2008 US76
- 2008 UW76
- 2008 UM77
- 2008 UO78
- 2008 UH79
- 2008 UB80
- 2008 UV80
- 2008 UA81
- 2008 UB81
- 2008 UO81
- 2008 UT81
- 2008 UZ81
- 2008 UA82
- 2008 UB82
- 2008 UD82
- 2008 UJ82
- 2008 UT82
- 2008 UZ82
- 2008 UA83
- 2008 UH84
- 2008 UK84
- 2008 UO84
- 2008 UQ84
- 2008 UU84
- 2008 UZ84
- 2008 UA85
- 2008 UC85
- 2008 UN85
- 2008 UY85
- 2008 US86
- 2008 UY86
- 2008 UN87
- 2008 UA88
- 2008 UB88
- 2008 UJ88
- 2008 UQ88
- 2008 UT88
- 2008 UV88
- 2008 UW88
- 2008 UY88
- 2008 UD89
- 2008 UF89
- 2008 UJ89
- 2008 US89
- 2008 UU89
- 2008 UM90
- 2008 UO90
- 2008 UN91
- 2008 UV91
- 2008 UW91
- 2008 UX91
- 2008 UY91
- 2008 UZ91
- 2008 UA92
- 2008 UB92
- 2008 UB95
- 2008 UD95
- 2008 UE95
- 2008 UQ95
- 2008 UT95
- 2008 UU95
- 2008 UZ96
- 2008 UP97
- 2008 UW97
- 2008 UG99
- 2008 UH99
- 2008 UT99
- 2008 UU99
- 2008 UW99
- 2008 UO100
- 2008 UP100
- 2008 UR100
- 2008 UU100
- 2008 UX100
- 2008 UZ100
- 2008 UD101
- 2008 UF101
- 2008 UK101
- 2008 UM101
- 2008 UP101
- 2008 UR101
- 2008 UV101
- 2008 UX101
- 2008 UA102
- 2008 UH102
- 2008 UM102
- 2008 UN102
- 2008 UP102
- 2008 US102
- 2008 UT102
- 2008 UV102
- 2008 UW102
- 2008 UY102
- 2008 UB103
- 2008 UL103
- 2008 UT103
- 2008 UU103
- 2008 UV103
- 2008 UW103
- 2008 UB104
- 2008 UD104
- 2008 UG104
- 2008 UP104
- 2008 UR104
- 2008 US104
- 2008 UT104
- 2008 UU104
- 2008 UW104
- 2008 UB105
- 2008 UF105
- 2008 UJ105
- 2008 UR105
- 2008 UW105
- 2008 UB106
- 2008 UJ106
- 2008 UX106
- 2008 UY106
- 2008 UA107
- 2008 UG107
- 2008 UR107
- 2008 UU107
- 2008 UB108
- 2008 UK108
- 2008 UF109
- 2008 UK109
- 2008 UP109
- 2008 UQ109
- 2008 US109
- 2008 UH110
- 2008 UJ110
- 2008 UM110
- 2008 UY110
- 2008 UK111
- 2008 UV111
- 2008 UF112
- 2008 UN112
- 2008 UY112
- 2008 UM113
- 2008 US113
- 2008 UH114
- 2008 UU114
- 2008 UH115
- 2008 UP115
- 2008 UD116
- 2008 US116
- 2008 UE117
- 2008 US117
- 2008 UA118
- 2008 UG118
- 2008 UN118
- 2008 UO118
- 2008 UV118
- 2008 UX118
- 2008 UB119
- 2008 US119
- 2008 UX119
- 2008 UA120
- 2008 UF120
- 2008 UL120
- 2008 UP120
- 2008 UU120
- 2008 UX120
- 2008 UP121
- 2008 UA122
- 2008 UD122
- 2008 UH122
- 2008 UP122
- 2008 UX122
- 2008 UJ123
- 2008 UX123
- 2008 UA124
- 2008 UE124
- 2008 UQ125
- 2008 UB126
- 2008 UX126
- 2008 UP127
- 2008 UL128
- 2008 UT128
- 2008 UZ128
- 2008 UD129
- 2008 UF129
- 2008 UG129
- 2008 UO129
- 2008 UR129
- 2008 UT129
- 2008 UB130
- 2008 UE130
- 2008 UF130
- 2008 UG130
- 2008 UJ130
- 2008 UY130
- 2008 UJ131
- 2008 UN131
- 2008 UV131
- 2008 UE132
- 2008 UQ132
- 2008 UE133
- 2008 UG133
- 2008 UE134
- 2008 UL134
- 2008 UN134
- 2008 UP134
- 2008 US134
- 2008 UU134
- 2008 UV134
- 2008 UW134
- 2008 UX134
- 2008 UB135
- 2008 UE135
- 2008 UM135
- 2008 UQ135
- 2008 UR135
- 2008 UU135
- 2008 UX135
- 2008 UZ135
- 2008 UL136
- 2008 UE137
- 2008 UG137
- 2008 UP137
- 2008 UQ137
- 2008 UU137
- 2008 UA138
- 2008 UE138
- 2008 UO138
- 2008 UU138
- 2008 UW138
- 2008 UA139
- 2008 UB139
- 2008 UJ139
- 2008 UR139
- 2008 UU139
- 2008 UA140
- 2008 UN140
- 2008 UE141
- 2008 UQ141
- 2008 UT141
- 2008 UD142
- 2008 UK142
- 2008 UR142
- 2008 UG143
- 2008 UJ143
- 2008 US143
- 2008 UV143
- 2008 UY143
- 2008 UA144
- 2008 UE144
- 2008 UG144
- 2008 UH144
- 2008 UF145
- 2008 UM145
- 2008 UP145
- 2008 US145
- 2008 UY145
- 2008 UB146
- 2008 UE146
- 2008 UF146
- 2008 UH146
- 2008 UK146
- 2008 UH147
- 2008 UN147
- 2008 UC148
- 2008 UK148
- 2008 US148
- 2008 UL149
- 2008 UP149
- 2008 UQ149
- 2008 UY149
- 2008 UZ149
- 2008 UD150
- 2008 UF150
- 2008 UK150
- 2008 UT150
- 2008 UX150
- 2008 UQ151
- 2008 UY151
- 2008 UA152
- 2008 UD152
- 2008 UH152
- 2008 UJ152
- 2008 UK152
- 2008 UB153
- 2008 UD153
- 2008 UE153
- 2008 UF153
- 2008 UH153
- 2008 UP153
- 2008 UT153
- 2008 UW153
- 2008 UX153
- 2008 UO154
- 2008 UQ154
- 2008 UT154
- 2008 UJ155
- 2008 UP155
- 2008 UT155
- 2008 UV155
- 2008 UG156
- 2008 UZ156
- 2008 UB158
- 2008 UH158
- 2008 UK158
- 2008 UM159
- 2008 UU159
- 2008 UE160
- 2008 UR160
- 2008 UL161
- 2008 UU161
- 2008 UV161
- 2008 UB162
- 2008 UC162
- 2008 UH162
- 2008 UO162
- 2008 UW162
- 2008 UF163
- 2008 UG163
- 2008 UV163
- 2008 UZ163
- 2008 UH164
- 2008 UJ164
- 2008 UL164
- 2008 UM164
- 2008 UQ164
- 2008 UZ164
- 2008 UC165
- 2008 UJ165
- 2008 UK165
- 2008 UN165
- 2008 US165
- 2008 UT165
- 2008 UY165
- 2008 UA166
- 2008 UC166
- 2008 UD166
- 2008 UE166
- 2008 UG166
- 2008 UK166
- 2008 UN166
- 2008 UO166
- 2008 UP166
- 2008 UV166
- 2008 UY166
- 2008 UE167
- 2008 UK167
- 2008 UL167
- 2008 UQ167
- 2008 UR167
- 2008 UA168
- 2008 UD168
- 2008 UM168
- 2008 UT168
- 2008 UA169
- 2008 UB169
- 2008 UD169
- 2008 UG169
- 2008 UH169
- 2008 UN169
- 2008 UR169
- 2008 UN170
- 2008 UQ170
- 2008 UT170
- 2008 UW170
- 2008 UF171
- 2008 UZ171
- 2008 UC172
- 2008 UH172
- 2008 UK172
- 2008 UM172
- 2008 UE173
- 2008 UJ173
- 2008 UY173
- 2008 UH174
- 2008 UM174
- 2008 UN174
- 2008 UO174
- 2008 UA175
- 2008 UL175
- 2008 UN175
- 2008 UP175
- 2008 UQ175
- 2008 UR175
- 2008 US175
- 2008 UZ175
- 2008 UF176
- 2008 UR176
- 2008 UV176
- 2008 UD177
- 2008 UF177
- 2008 UG177
- 2008 UJ177
- 2008 UN177
- 2008 UU177
- 2008 UD178
- 2008 US178
- 2008 UN179
- 2008 UQ179
- 2008 UV179
- 2008 UX179
- 2008 UY179
- 2008 UH180
- 2008 UN180
- 2008 UQ180
- 2008 UC181
- 2008 UF181
- 2008 UH181
- 2008 UJ181
- 2008 UN181
- 2008 US181
- 2008 UU181
- 2008 UY181
- 2008 UB182
- 2008 UJ182
- 2008 UO182
- 2008 US182
- 2008 UY182
- 2008 UK183
- 2008 UO183
- 2008 UT183
- 2008 UU183
- 2008 UX183
- 2008 UA184
- 2008 UE184
- 2008 UG184
- 2008 UQ184
- 2008 UW184
- 2008 UY184
- 2008 UN185
- 2008 UT185
- 2008 UK186
- 2008 UR187
- 2008 UQ188
- 2008 UZ188
- 2008 UA189
- 2008 UD189
- 2008 UH189
- 2008 UX189
- 2008 UA190
- 2008 UF190
- 2008 UK190
- 2008 UO190
- 2008 UP190
- 2008 UT190
- 2008 UU190
- 2008 UV190
- 2008 UB191
- 2008 UC191
- 2008 UD191
- 2008 UL191
- 2008 UT191
- 2008 UV191
- 2008 UX191
- 2008 UN192
- 2008 UC193
- 2008 UG193
- 2008 UH193
- 2008 UX193
- 2008 UP194
- 2008 UQ194
- 2008 UU194
- 2008 UA195
- 2008 UL195
- 2008 UV195
- 2008 UQ196
- 2008 UT196
- 2008 UX196
- 2008 UF197
- 2008 UG197
- 2008 UO197
- 2008 UY197
- 2008 UC198
- 2008 UU198
- 2008 UE199
- 2008 UK199
- 2008 UO199
- 2008 US199
- 2008 UZ199
- 2008 UE200
- 2008 UZ201
- 2008 UA202
- 2008 UB202
- 2008 UC202
- 2008 UD202
- 2008 UE202
- 2008 UH202
- 2008 UN202
- 2008 UE204
- 2008 UU205
- 2008 UX205
- 2008 UA206
- 2008 UC206
- 2008 UD206
- 2008 UF206
- 2008 UV206
- 2008 UC207
- 2008 UE207
- 2008 UG207
- 2008 UH207
- 2008 UO207
- 2008 UT207
- 2008 UY207
- 2008 UA208
- 2008 UE208
- 2008 UN208
- 2008 UP208
- 2008 UQ208
- 2008 UY208
- 2008 UC209
- 2008 UQ209
- 2008 US209
- 2008 UY209
- 2008 UA210
- 2008 UH210
- 2008 UW210
- 2008 UA211
- 2008 UE211
- 2008 UK211
- 2008 UL211
- 2008 UM211
- 2008 UV211
- 2008 UE212
- 2008 UL212
- 2008 UN212
- 2008 US212
- 2008 UY212
- 2008 UD213
- 2008 UN213
- 2008 UP213
- 2008 UQ213
- 2008 UP214
- 2008 UT215
- 2008 UU215
- 2008 UC216
- 2008 UN216
- 2008 UD217
- 2008 UE217
- 2008 UN217
- 2008 UT217
- 2008 UA218
- 2008 UB218
- 2008 UC218
- 2008 UL218
- 2008 UV218
- 2008 UX218
- 2008 UF219
- 2008 UN219
- 2008 UO219
- 2008 US219
- 2008 UU219
- 2008 UL220
- 2008 UM220
- 2008 UN220
- 2008 UP220
- 2008 UQ220
- 2008 UV220
- 2008 UD221
- 2008 UK221
- 2008 UL221
- 2008 UO221
- 2008 UP221
- 2008 UV221
- 2008 UW221
- 2008 UA222
- 2008 UG222
- 2008 US222
- 2008 UU222
- 2008 UW222
- 2008 UY222
- 2008 UF223
- 2008 UX223
- 2008 UN224
- 2008 UH225
- 2008 US225
- 2008 UH226
- 2008 UL226
- 2008 UO226
- 2008 UE227
- 2008 UH227
- 2008 UP227
- 2008 UW227
- 2008 UX227
- 2008 UK228
- 2008 UO228
- 2008 UT228
- 2008 UV228
- 2008 UW228
- 2008 UP230
- 2008 UA231
- 2008 UD231
- 2008 UN231
- 2008 UQ231
- 2008 UT231
- 2008 UV231
- 2008 UL232
- 2008 UM232
- 2008 UT232
- 2008 UV232
- 2008 UY232
- 2008 UA233
- 2008 UG233
- 2008 UF234
- 2008 UN234
- 2008 UU234
- 2008 UY234
- 2008 UM235
- 2008 UP235
- 2008 UQ235
- 2008 US235
- 2008 UV235
- 2008 UG236
- 2008 UM236
- 2008 UQ236
- 2008 UC237
- 2008 UH237
- 2008 UL237
- 2008 UP237
- 2008 UR237
- 2008 UU237
- 2008 UB238
- 2008 UE238
- 2008 UK238
- 2008 UL238
- 2008 UO238
- 2008 UP238
- 2008 UU238
- 2008 UZ238
- 2008 UD239
- 2008 UG239
- 2008 UH239
- 2008 UV239
- 2008 UB240
- 2008 UD240
- 2008 UL240
- 2008 UM240
- 2008 UZ240
- 2008 UD241
- 2008 UG241
- 2008 UL241
- 2008 UH242
- 2008 US242
- 2008 UQ243
- 2008 US243
- 2008 UV243
- 2008 UW243
- 2008 UD244
- 2008 UU244
- 2008 UX244
- 2008 UB245
- 2008 UZ245
- 2008 UZ246
- 2008 UD247
- 2008 UY247
- 2008 UU248
- 2008 UQ249
- 2008 UT249
- 2008 UV249
- 2008 UA250
- 2008 UH250
- 2008 UJ250
- 2008 UH251
- 2008 UR251
- 2008 UT251
- 2008 UU251
- 2008 UW251
- 2008 UA252
- 2008 UB252
- 2008 UF252
- 2008 UQ252
- 2008 UU252
- 2008 UY252
- 2008 UM253
- 2008 UT253
- 2008 UY253
- 2008 UA254
- 2008 UH254
- 2008 UJ254
- 2008 UP254
- 2008 UE255
- 2008 UL255
- 2008 US255
- 2008 UT255
- 2008 UW255
- 2008 UY255
- 2008 UE256
- 2008 UF256
- 2008 UP256
- 2008 UA257
- 2008 UN257
- 2008 UU257
- 2008 UV257
- 2008 UX257
- 2008 UJ258
- 2008 UT258
- 2008 UW258
- 2008 UX258
- 2008 UE259
- 2008 UM259
- 2008 UA260
- 2008 UJ260
- 2008 UW260
- 2008 UX260
- 2008 UZ260
- 2008 UF261
- 2008 UL261
- 2008 UR261
- 2008 UT261
- 2008 UV261
- 2008 UY261
- 2008 UC262
- 2008 US262
- 2008 UT262
- 2008 UD263
- 2008 UV263
- 2008 UD264
- 2008 UE264
- 2008 UH264
- 2008 UK264
- 2008 UN264
- 2008 US264
- 2008 UY264
- 2008 UE265
- 2008 UH265
- 2008 UO265
- 2008 UP265
- 2008 UU265
- 2008 UX265
- 2008 UZ265
- 2008 UA266
- 2008 UH266
- 2008 US266
- 2008 UX266
- 2008 UD267
- 2008 UT267
- 2008 UV267
- 2008 UW267
- 2008 UX267
- 2008 UD268
- 2008 UH268
- 2008 UL268
- 2008 UQ268
- 2008 UR268
- 2008 UU268
- 2008 UY268
- 2008 UZ268
- 2008 UA269
- 2008 UC269
- 2008 UD269
- 2008 UK269
- 2008 UM269
- 2008 UT269
- 2008 UX269
- 2008 UC270
- 2008 UK270
- 2008 UM270
- 2008 UT270
- 2008 UB271
- 2008 UN271
- 2008 UP271
- 2008 UT271
- 2008 UX271
- 2008 UP272
- 2008 US272
- 2008 UT272
- 2008 UV272
- 2008 UH273
- 2008 UK273
- 2008 UM273
- 2008 UP273
- 2008 UW273
- 2008 UX273
- 2008 UN274
- 2008 UQ274
- 2008 UF275
- 2008 UM275
- 2008 UO275
- 2008 US275
- 2008 UU275
- 2008 UW275
- 2008 UD276
- 2008 UE276
- 2008 UM276
- 2008 UP276
- 2008 UQ276
- 2008 US276
- 2008 UC277
- 2008 UP277
- 2008 UQ277
- 2008 UW277
- 2008 UY277
- 2008 UZ277
- 2008 UA278
- 2008 UD278
- 2008 UE278
- 2008 UG278
- 2008 UH278
- 2008 UP278
- 2008 UR278
- 2008 US278
- 2008 UT278
- 2008 UV278
- 2008 UX278
- 2008 UE279
- 2008 UW279
- 2008 UX279
- 2008 UZ279
- 2008 UD280
- 2008 UQ280
- 2008 UX280
- 2008 UZ280
- 2008 UB281
- 2008 UK281
- 2008 UX281
- 2008 UY281
- 2008 UL282
- 2008 UR282
- 2008 UT282
- 2008 UX282
- 2008 UY282
- 2008 UB283
- 2008 UD283
- 2008 UH283
- 2008 UK283
- 2008 UN283
- 2008 US283
- 2008 UJ284
- 2008 UM284
- 2008 UO284
- 2008 UC285
- 2008 UT285
- 2008 UU285
- 2008 UW285
- 2008 UA286
- 2008 UG286
- 2008 UJ286
- 2008 UW286
- 2008 UA287
- 2008 UD287
- 2008 UF287
- 2008 UG287
- 2008 UH287
- 2008 UK287
- 2008 UR287
- 2008 UT287
- 2008 UZ287
- 2008 UB288
- 2008 UY288
- 2008 UC289
- 2008 UJ289
- 2008 UZ289
- 2008 UY290
- 2008 UJ291
- 2008 UM291
- 2008 UX291
- 2008 UD292
- 2008 UE292
- 2008 UL292
- 2008 US292
- 2008 UT292
- 2008 UY292
- 2008 UA293
- 2008 UB293
- 2008 UC293
- 2008 UF293
- 2008 UN293
- 2008 UP293
- 2008 UR293
- 2008 UY293
- 2008 UF294
- 2008 UH294
- 2008 UR294
- 2008 UU294
- 2008 UV294
- 2008 UX294
- 2008 UY294
- 2008 UD295
- 2008 UK295
- 2008 UN295
- 2008 UX295
- 2008 UE296
- 2008 UJ296
- 2008 UM296
- 2008 UO296
- 2008 UP296
- 2008 UT296
- 2008 UY296
- 2008 UF297
- 2008 UJ297
- 2008 UL297
- 2008 UP297
- 2008 UQ297
- 2008 UU297
- 2008 UW297
- 2008 UY297
- 2008 UP298
- 2008 US298
- 2008 UA299
- 2008 UF299
- 2008 UG299
- 2008 UW299
- 2008 UD300
- 2008 UW300
- 2008 UA301
- 2008 UU301
- 2008 UB302
- 2008 UC302
- 2008 UH302
- 2008 UB303
- 2008 UC303
- 2008 UN303
- 2008 UY303
- 2008 UE304
- 2008 UU304
- 2008 UL305
- 2008 UO305
- 2008 UT305
- 2008 UX305
- 2008 UY305
- 2008 UE306
- 2008 UP306
- 2008 US306
- 2008 UZ306
- 2008 UB307
- 2008 UQ307
- 2008 UY307
- 2008 UA308
- 2008 UB308
- 2008 UN308
- 2008 UO308
- 2008 UQ308
- 2008 UU308
- 2008 UV308
- 2008 UA309
- 2008 UE309
- 2008 UP309
- 2008 UE310
- 2008 UK310
- 2008 UO310
- 2008 UX310
- 2008 UL311
- 2008 UP311
- 2008 US311
- 2008 UB312
- 2008 UE312
- 2008 UG312
- 2008 UO312
- 2008 UP313
- 2008 UA314
- 2008 UL314
- 2008 UO314
- 2008 UP314
- 2008 UQ314
- 2008 UY314
- 2008 UA315
- 2008 UJ316
- 2008 UL316
- 2008 UF317
- 2008 UJ317
- 2008 UN317
- 2008 UA318
- 2008 UE318
- 2008 UH318
- 2008 UO318
- 2008 UP318
- 2008 US318
- 2008 UX318
- 2008 UD319
- 2008 UG319
- 2008 UV319
- 2008 UX319
- 2008 UY319
- 2008 UD320
- 2008 UE320
- 2008 UR320
- 2008 UW320
- 2008 UA321
- 2008 UB321
- 2008 UE321
- 2008 UH321
- 2008 UK321
- 2008 UL321
- 2008 UR321
- 2008 UG322
- 2008 UL322
- 2008 UP322
- 2008 UR322
- 2008 UT322
- 2008 UZ322
- 2008 UB324
- 2008 UJ324
- 2008 UA325
- 2008 UF325
- 2008 UN325
- 2008 UR325
- 2008 UW325
- 2008 UA326
- 2008 UB326
- 2008 UE326
- 2008 UH326
- 2008 UM326
- 2008 UC327
- 2008 UD327
- 2008 UR327
- 2008 UU327
- 2008 UY327
- 2008 UH328
- 2008 UO328
- 2008 UY328
- 2008 UG329
- 2008 UM329
- 2008 UO329
- 2008 UP329
- 2008 US329
- 2008 UY329
- 2008 UK330
- 2008 UM330
- 2008 UK331
- 2008 UY331
- 2008 UZ331
- 2008 UA332
- 2008 UD332
- 2008 UF332
- 2008 UN332
- 2008 UR332
- 2008 UG333
- 2008 UO333
- 2008 UT333
- 2008 UU333
- 2008 UC335
- 2008 UM335
- 2008 UP335
- 2008 UU335
- 2008 UZ335
- 2008 UB336
- 2008 UK336
- 2008 UM336
- 2008 UT336
- 2008 UU336
- 2008 UV336
- 2008 UC337
- 2008 UP337
- 2008 UT337
- 2008 UD338
- 2008 UV338
- 2008 UG339
- 2008 UH339
- 2008 UJ339
- 2008 UL339
- 2008 UO339
- 2008 UP339
- 2008 UQ339
- 2008 UY339
- 2008 UC340
- 2008 UD340
- 2008 UO340
- 2008 US340
- 2008 UD341
- 2008 UG341
- 2008 UH341
- 2008 UN341
- 2008 UT341
- 2008 UU341
- 2008 UB342
- 2008 UG342
- 2008 UA343
- 2008 UC343
- 2008 UL344
- 2008 US344
- 2008 UZ344
- 2008 UA345
- 2008 UB345
- 2008 UK345
- 2008 UG347
- 2008 UJ347
- 2008 US347
- 2008 UT347
- 2008 UB348
- 2008 UD348
- 2008 UO348
- 2008 UX348
- 2008 UC349
- 2008 UM349
- 2008 UW349
- 2008 UC350
- 2008 UD351
- 2008 UH353
- 2008 UL353
- 2008 UH354
- 2008 UC355
- 2008 UD355
- 2008 UJ355
- 2008 UG356
- 2008 US356
- 2008 UU356
- 2008 UM357
- 2008 UC358
- 2008 UT358
- 2008 UA359
- 2008 UC359
- 2008 UE359
- 2008 UO359
- 2008 UQ359
- 2008 UB360
- 2008 US362
- 2008 UU362
- 2008 UX363
- 2008 UK364
- 2008 UX364
- 2008 UZ364
- 2008 UA365
- 2008 UP365
- 2008 UW365
- 2008 UE366
- 2008 UG366
- 2008 UH366
- 2008 UJ366
- 2008 UT366
- 2008 UW366
- 2008 UA368
- 2008 UL368
- 2008 UE369
- 2008 UO369
- 2008 UL370
- 2008 UO371
- 2008 UP371
- 2008 UV371
- 2008 UF372
- 2008 US372
- 2008 UF373
- 2008 UJ373
- 2008 UB375
- 2008 UK375
- 2008 UM375
- 2008 UP375
- 2008 UA376
- 2008 UN377
- 2008 US378
- 2008 UU378
- 2008 UF379
- 2008 UN379
- 2008 UU379
- 2008 UW379
- 2008 UM380
- 2008 UO380
- 2008 UQ380
- 2008 UX380
- 2008 UD381
- 2008 UE381
- 2008 UK381
- 2008 UN381
- 2008 UO381
- 2008 US381
- 2008 UU381
- 2008 UB382
- 2008 UD382
- 2008 UH382
- 2008 UK382
- 2008 UW382
- 2008 UX382
- 2008 UZ382
- 2008 UB383
- 2008 UD383
- 2008 UF383
- 2008 UH383
- 2008 UJ383
- 2008 UK383
- 2008 UL383
- 2008 UO383
- 2008 UT383
- 2008 UV383
- 2008 UX383
- 2008 UY383
- 2008 UG384
- 2008 UJ384
- 2008 UM384
- 2008 UP384
- 2008 UT384
- 2008 UU384
- 2008 UV384
- 2008 UW384
- 2008 UX384
- 2008 UY384
- 2008 UZ384
- 2008 UB385
- 2008 UD385
- 2008 UE385
- 2008 UG385
- 2008 UK385
- 2008 UL385
- 2008 UN385
- 2008 UP385
- 2008 UQ385
- 2008 US385
- 2008 UU385
- 2008 UV385
- 2008 UW385
- 2008 UX385
- 2008 UZ385
- 2008 UB386
- 2008 UC386
- 2008 UD386
- 2008 UE386
- 2008 UG386
- 2008 UH386
- 2008 UJ386
- 2008 UK386
- 2008 UM386
- 2008 UP386
- 2008 UQ386
- 2008 UR386
- 2008 US386
- 2008 UT386
- 2008 UA388
- 2008 UL388
- 2008 UN388
- 2008 UR388
- 2008 UR389
- 2008 US389
- 2008 UY389
- 2008 UZ389
- 2008 UD390
- 2008 UG390
- 2008 UJ390
- 2008 UK390
- 2008 UV390
- 2008 UW390
- 2008 UX390
- 2008 UZ390
- 2008 UB391
- 2008 UC391
- 2008 UD391
- 2008 UK391
- 2008 UN391
- 2008 UP391
- 2008 UQ391
- 2008 UR391
- 2008 UU391
- 2008 UV391
- 2008 UW391
- 2008 UX391
- 2008 UY391
- 2008 UB392
- 2008 UE392
- 2008 UF392
- 2008 UG392
- 2008 UH392
- 2008 UL392
- 2008 UM392
- 2008 UO392
- 2008 UQ392
- 2008 US392
- 2008 UT392
- 2008 UX392
- 2008 UY392
- 2008 UE393
- 2008 UF393
- 2008 UJ393
- 2008 UN393
- 2008 UO393
- 2008 UW393
- 2008 UA394
- 2008 UB394
- 2008 UC394
- 2008 UE394
- 2008 UG394
- 2008 UJ394
- 2008 UK394
- 2008 UM394
- 2008 UN394
- 2008 UP394
- 2008 UQ394
- 2008 UR394
- 2008 US394
- 2008 UW394
- 2008 UY394
- 2008 UZ394
- 2008 UA395
- 2008 UB395
- 2008 UC395
- 2008 UD395
- 2008 UE395
- 2008 UG395
- 2008 UJ395
- 2008 UK395
- 2008 UL395
- 2008 UV395
- 2008 UA396
- 2008 UD396
- 2008 UE396
- 2008 UG396
- 2008 UL396
- 2008 UN396
- 2008 UQ396
- 2008 UR396
- 2008 UT396
- 2008 UV396
- 2008 UW396
- 2008 UE397
- 2008 UF397
- 2008 UG397
- 2008 UK397
- 2008 UN397
- 2008 UO397
- 2008 UP397
- 2008 UQ397
- 2008 UR397
- 2008 UY397
- 2008 UZ397
- 2008 UB398
- 2008 UE398
- 2008 UG398
- 2008 UL398
- 2008 UN398
- 2008 UO398
- 2008 UQ398
- 2008 UR398
- 2008 UT398
- 2008 UU398
- 2008 UW398
- 2008 UZ398
- 2008 UB399
- 2008 UC399
- 2008 UF399
- 2008 UG399
- 2008 UH399
- 2008 UJ399
- 2008 UK399
- 2008 UM399
- 2008 UL400
- 2008 UE401
- 2008 UF401
- 2008 UG401
- 2008 UH401
- 2008 UL401
- 2008 UN401
- 2008 UO401
- 2008 UQ401
- 2008 UU401
- 2008 UY401
- 2008 UZ401
- 2008 UB402
- 2008 UC402
- 2008 UD402
- 2008 UG402
- 2008 UH402
- 2008 UJ402
- 2008 UK402
- 2008 UM402
- 2008 UN402
- 2008 UO402
- 2008 UP402
- 2008 UQ402
- 2008 UR402
- 2008 US402
- 2008 UT402
- 2008 UU402
- 2008 UY402
- 2008 UZ402
- 2008 UA403
- 2008 UB403
- 2008 UC403
- 2008 UE403
- 2008 UK403
- 2008 UL403
- 2008 UM403
- 2008 UO403
- 2008 UP403
- 2008 UR403
- 2008 US403
- 2008 UT403
- 2008 UU403
- 2008 UV403
- 2008 UY403
- 2008 UZ403
- 2008 UA404
- 2008 UB404
- 2008 UC404
- 2008 UD404
- 2008 UG404
- 2008 UL404
- 2008 UO404
- 2008 UP404
- 2008 UU404
- 2008 UW404
- 2008 UX404
- 2008 UA405
- 2008 UB405
- 2008 UC405
- 2008 UD405
- 2008 UE405
- 2008 UH405
- 2008 UJ405
- 2008 UL405
- 2008 UN405
- 2008 UO405
- 2008 UP405
- 2008 UU405
- 2008 UV405
- 2008 UW405
- 2008 UX405
- 2008 UY405
- 2008 UC406
- 2008 UD406
- 2008 UH406
- 2008 UJ406
- 2008 UN406
- 2008 UP406
- 2008 UR406
- 2008 UT406
- 2008 UU406
- 2008 UV406
- 2008 UW406
- 2008 UX406
- 2008 UZ406
- 2008 UB407
- 2008 UD407
- 2008 UE407
- 2008 UF407
- 2008 UH407
- 2008 UN407
- 2008 US407
- 2008 UY407
- 2008 UZ407
- 2008 UA408
- 2008 UB408
- 2008 UC408
- 2008 UE408
- 2008 UF408
- 2008 UG408
- 2008 UH408
- 2008 UK408
- 2008 UM408
- 2008 UN408
- 2008 UP408
- 2008 US408
- 2008 UT408
- 2008 UU408
- 2008 UW408
- 2008 UX408
- 2008 UZ408
- 2008 UA409
- 2008 UB409
- 2008 UE409
- 2008 UF409
- 2008 UH409
- 2008 UJ409
- 2008 UK409
- 2008 UL409
- 2008 UM409
- 2008 UO409
- 2008 UP409
- 2008 UR409
- 2008 US409
- 2008 UT409
- 2008 UU409
- 2008 UY409
- 2008 UC410
- 2008 UD410
- 2008 UE410
- 2008 UH410
- 2008 UJ410
- 2008 UK410
- 2008 UL410
- 2008 UP410
- 2008 UQ410
- 2008 UN411
- 2008 UP411
- 2008 UQ411
- 2008 US411
- 2008 UU411
- 2008 UV411
- 2008 UX411
- 2008 UY411
- 2008 UA412
- 2008 UB412
- 2008 UC412
- 2008 UF412
- 2008 UG412
- 2008 UK412
- 2008 UM412
- 2008 UN412
- 2008 UO412
- 2008 US412
- 2008 UA413
- 2008 UB413
- 2008 UC413
- 2008 UD413
- 2008 UE413
- 2008 UJ413
- 2008 UK413
- 2008 UL413
- 2008 UN413
- 2008 UO413
- 2008 UP413
- 2008 UQ413
- 2008 UU413
- 2008 UV413
- 2008 UB414
- 2008 UC414
- 2008 UE414
- 2008 UG414
- 2008 UH414
- 2008 UJ414
- 2008 UK414
- 2008 UN414
- 2008 UP414
- 2008 UQ414
- 2008 UT414
- 2008 UU414
- 2008 UW414
- 2008 UX414
- 2008 UY414
- 2008 UZ414
- 2008 UA415
- 2008 UC415
- 2008 UF415
- 2008 UG415
- 2008 UH415
- 2008 UJ415
- 2008 UO415
- 2008 UG416
- 2008 UH416
- 2008 UV416
- 2008 UD417
- 2008 UE417
- 2008 UF417
- 2008 UG417
- 2008 UH417
- 2008 UJ417
- 2008 UK417
- 2008 UL417
- 2008 UM417
- 2008 UN417
- 2008 UO417
- 2008 UQ417
- 2008 US417
- 2008 UU417
- 2008 UW417
- 2008 UX417
- 2008 UY417
- 2008 UZ417
- 2008 UA418
- 2008 UB418
- 2008 UC418
- 2008 UD418
- 2008 UF418
- 2008 UH418
- 2008 UJ418
- 2008 UK418
- 2008 UM418
- 2008 UN418
- 2008 UO418
- 2008 UQ418
- 2008 UR418
- 2008 US418
- 2008 UU418
- 2008 UV418
- 2008 UW418
- 2008 UX418
- 2008 UY418
- 2008 UZ418
- 2008 UA419
- 2008 UB419
- 2008 UC419
- 2008 UD419
- 2008 UE419
- 2008 UF419
- 2008 UG419
- 2008 UH419
- 2008 UK419
- 2008 UL419
- 2008 UN419
- 2008 UO419
- 2008 UQ419
- 2008 UR419
- 2008 UU419
- 2008 UW419
- 2008 UX419
- 2008 UY419
- 2008 UZ419
- 2008 UA420
- 2008 UB420
- 2008 UC420
- 2008 UD420
- 2008 UE420
- 2008 UF420
- 2008 UH420
- 2008 UJ420
- 2008 UK420
- 2008 UM420
- 2008 UN420
- 2008 UO420
- 2008 UP420
- 2008 UQ420
- 2008 UR420
- 2008 US420
- 2008 UU420
- 2008 UW420
- 2008 UX420
- 2008 UY420
- 2008 UZ420
- 2008 UB421
- 2008 UC421
- 2008 UE421
- 2008 UF421
- 2008 UG421
- 2008 UH421
- 2008 UJ421
- 2008 UK421
- 2008 UL421
- 2008 UO421
- 2008 UP421
- 2008 UQ421
- 2008 UR421
- 2008 US421
- 2008 UT421
- 2008 UZ421
- 2008 UA422
- 2008 UB422
- 2008 UC422
- 2008 UD422
- 2008 UF422
- 2008 UG422
- 2008 UH422
- 2008 UK422
- 2008 UL422
- 2008 UN422
- 2008 UO422
- 2008 UP422
- 2008 UQ422
- 2008 UR422
- 2008 US422
- 2008 UT422
- 2008 UU422
- 2008 UV422
- 2008 UW422
- 2008 UY422
- 2008 UZ422
- 2008 UH423
- 2008 UJ423
- 2008 UN423
- 2008 UO423
- 2008 UQ423
- 2008 UR423
- 2008 US423
- 2008 UT423
- 2008 UU423
- 2008 UV423
- 2008 UW423
- 2008 UX423
- 2008 UY423
- 2008 UA424
- 2008 UC424
- 2008 UD424
- 2008 UE424
- 2008 UF424
- 2008 UG424
- 2008 UH424
- 2008 UJ424
- 2008 UK424
- 2008 UL424
- 2008 UM424
- 2008 UN424
- 2008 UO424
- 2008 UP424
- 2008 UQ424
- 2008 UR424
- 2008 US424
- 2008 UT424
- 2008 UU424
- 2008 UV424
- 2008 UW424
- 2008 UX424
- 2008 UZ424
- 2008 UA425
- 2008 UB425
- 2008 UC425
- 2008 UE425
- 2008 UF425
- 2008 UG425
- 2008 UJ425
- 2008 UK425
- 2008 UL425
- 2008 UM425
- 2008 UN425
- 2008 UO425
- 2008 UP425
- 2008 UQ425
- 2008 UR425
- 2008 US425
- 2008 UT425
- 2008 UU425
- 2008 UV425
- 2008 UW425
- 2008 UX425
- 2008 UY425
- 2008 UZ425
- 2008 UB426
- 2008 UC426
- 2008 UE426
- 2008 UF426
- 2008 UG426
- 2008 UH426
- 2008 UJ426
- 2008 UK426
- 2008 UL426
- 2008 UM426
- 2008 UN426
- 2008 UO426
- 2008 UP426
- 2008 UQ426
- 2008 US426
- 2008 UT426
- 2008 UU426
- 2008 UV426
- 2008 UW426
- 2008 UX426
- 2008 UY426
- 2008 UZ426
- 2008 UA427
- 2008 UC427
- 2008 UF427
- 2008 UG427
- 2008 UH427
- 2008 UJ427
- 2008 UK427
- 2008 UL427
- 2008 UM427
- 2008 UN427
- 2008 UO427
- 2008 UP427
- 2008 UQ427
- 2008 UR427
- 2008 US427
- 2008 UT427
- 2008 UU427
- 2008 UV427
- 2008 UW427
- 2008 UX427
- 2008 UY427
- 2008 UZ427
- 2008 UA428
- 2008 UB428
- 2008 UC428
- 2008 UD428
- 2008 UF428
- 2008 UG428
- 2008 UJ428
- 2008 UK428
- 2008 UL428
- 2008 UM428
- 2008 UN428
- 2008 UO428
- 2008 UP428
- 2008 UR428
- 2008 US428
- 2008 UT428
- 2008 UU428
- 2008 UV428
- 2008 UW428
- 2008 UX428
- 2008 UY428
- 2008 UZ428
- 2008 UA429
- 2008 UB429
- 2008 UC429
- 2008 UD429
- 2008 UE429
- 2008 UF429
- 2008 UG429
- 2008 UH429
- 2008 UJ429
- 2008 UK429
- 2008 UL429
- 2008 UM429
- 2008 UN429
- 2008 UO429
- 2008 UP429